# Ascomorpha ovalis
Ascomorpha ovalis ist eine Art aus der Gattung Ascomorpha aus dem Stamm der Rädertierchen (Rotatoria).

## Beschreibung
Die Tiere werden 100 bis 200 µm lang und besitzen einen ovalen Körper. Sie sind fußlos sowie ohne Darm und After. Ascomorpha ovalis ernährt sich von Dinoflagellaten, die es mit hakenförmigen Tastern umklammert und mit seinem spitzen Kiefer anbohrt. Anschließend werden die Dinoflagellaten durch Pumpbewegungen des Kauapparates ausgesaugt.

## Verbreitung
Ascomorpha ovalis lebt planktisch in sauberen Seen und Teichen.